# 卡克薩

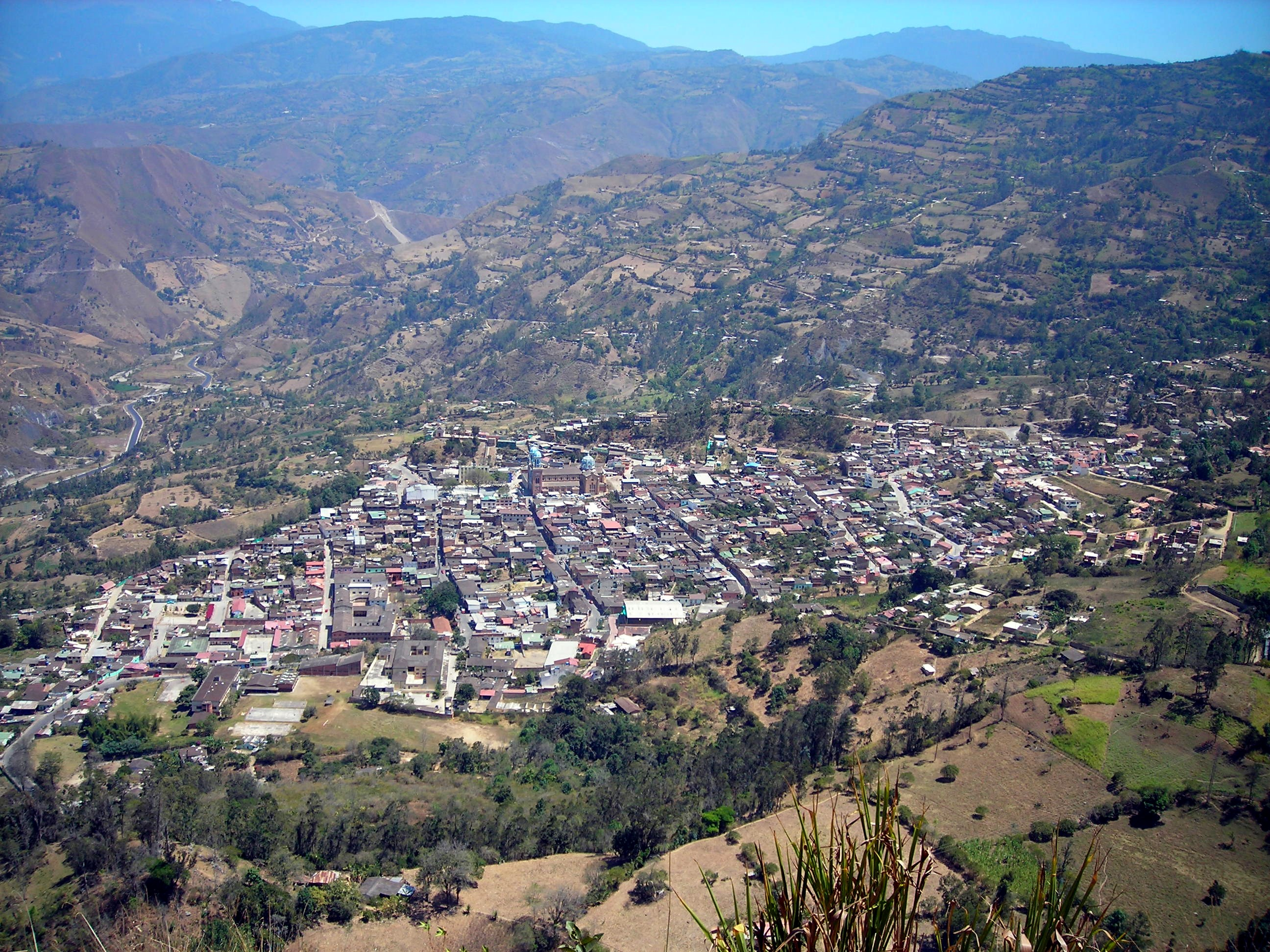

卡克薩是哥倫比亞的城鎮，位於該國中部，由昆迪納馬卡省負責管轄，距離首府波哥大39公里，始建於1600年10月23日，面積平方公里，海拔高度1,630米，2005年人口15,999。
4°25′N 73°57′W / 4.417°N 73.950°W